# Zanzan

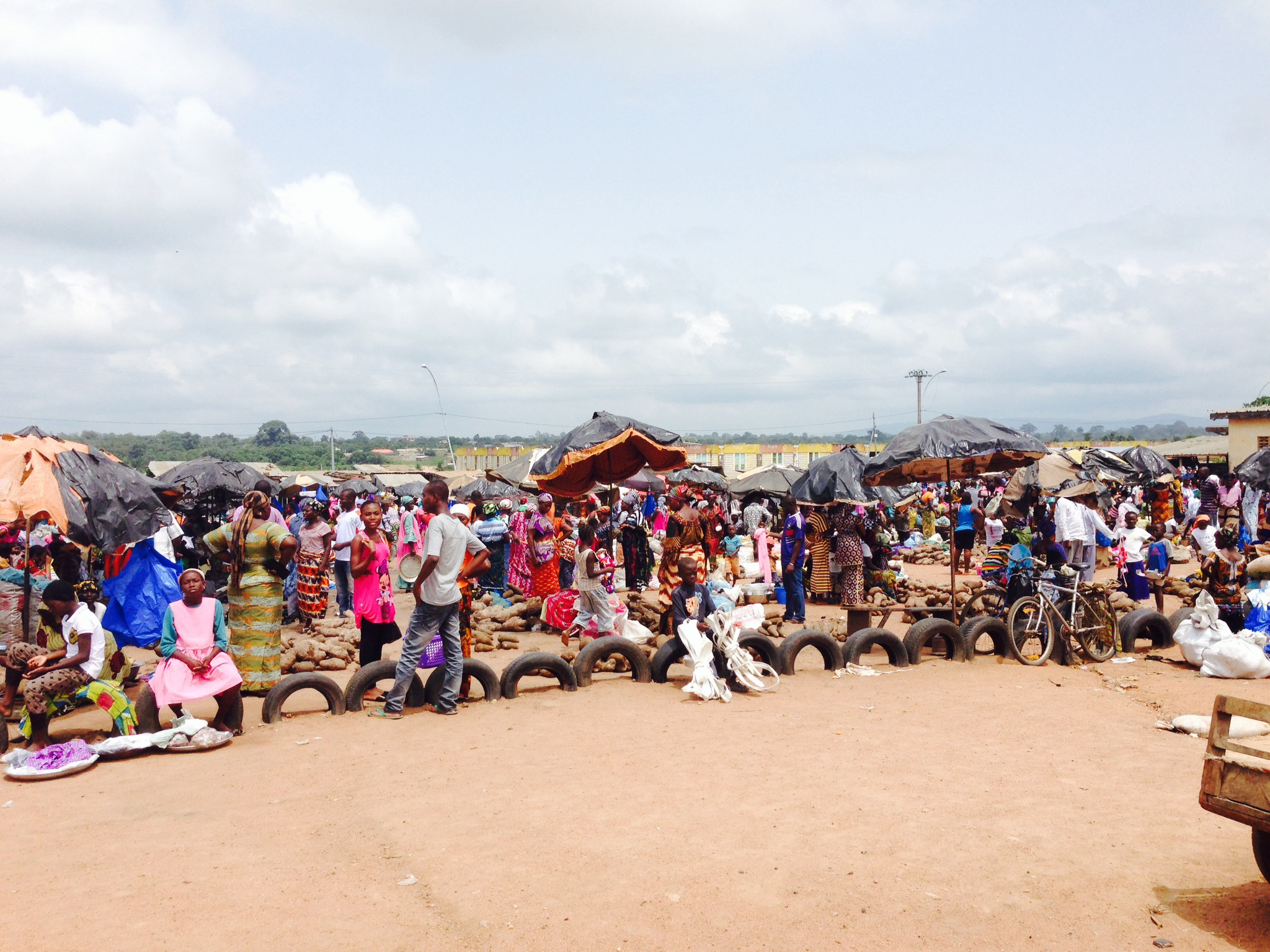
Markt in Bondoukou

Zanzan is een district in het noordoosten van het West-Afrikaanse land Ivoorkust. Met 38.000 km² is het op Savanes na het grootste district van het land. Anno 2014 telde Zanzan 934.352 inwoners. De hoofdstad van het district Zanzan is Bondoukou.
Tot de bestuurlijke herindeling van 2011 was Zanzan een regio.
Ruwweg een derde van het district wordt ingenomen door het nationaal park Comoé, erkend als UNESCO natuurlijk werelderfgoed sinds 1983.

## Grenzen
Zanzan ligt in het noordoosten van Ivoorkust aan de grens met twee buurlanden:
- De regio Est van Burkina Faso in het noorden.
- Van noord tot zuid de regio's Upper West, Northern en Brong-Ahafo van Ghana in het oosten.

Verder grenst het aan de Ivoriaanse districten Savanes, Vallée du Bandama, Lacs en Comoé.

## Departementen
Het district is verder opgedeeld in twee regio's, die op hun beurt opgedeeld zijn in departementen:
- Bounkani
  - Bouna
  - Doropo
  - Nassian
  - Tehini
- Gontougo
  - Bondoukou
  - Koun-Fao
  - Sandegue
  - Tanda
  - Transua